# Disastro aereo di Canton
Il 2 ottobre 1990, un Boeing 737 dirottato, operante il volo Xiamen Airlines 8301, entrò in collisione con altri due aerei sulle piste dell'aeroporto di Canton-Baiyun (chiuso nel 2004) mentre tentava di atterrare. Il 737 colpì prima il volo China Southwest Airlines 2402, un Boeing 707 ancora parcheggiato, provocando solo lievi danni, ma poi si scontrò con il volo China Southern Airlines 2812, un Boeing 757 in attesa di decollare. Rimasero uccise in totale 128 persone, tra cui sette su nove membri dell'equipaggio e 75 su 93 passeggeri sul volo 8301 e 46 su 110 passeggeri sul volo 2812.

## Gli aerei
Gli aerei coinvolti erano tre:
- Un Boeing 707-300 di China Southwest Airlines, marche B-2402, numero di serie 20714, numero di linea 869. Venne consegnato a CAAC Airlines nel 1973 e ceduto a China Southwest il 26 novembre 1988. Era spinto da 4 motori turboventola Pratt & Whitney JT3D. Al momento dell'incidente, il velivolo aveva circa 17 anni.[4]
- Un Boeing 737-200 di Xiamen Airlines, marche B-2510, numero di serie 23189, numero di linea 1072. Venne consegnato a Western Airlines nel 1984, a CAAC Airlines nel 1985 e ceduto a Xiamen Airlines nel febbraio del 1988. Era equipaggiato con 2 motori turboventola Pratt & Whitney JT8D. Al momento dell'incidente, il velivolo aveva circa 16 anni.[5]
- Un Boeing 757-200 di China Southern Airlines, marche B-2812, numero di serie 24758, numero di linea 282. Venne consegnato alla compagnia pochi mesi prima dell'incidente, il 16 maggio 1990. Era spinto da 2 motori turboventola Rolls-Royce RB211.[6]

## I passeggeri
Questo incidente fu il peggior disastro aereo del 1990. Oltre ai passeggeri provenienti dalla Cina continentale e da Taiwan, le vittime includevano anche cittadini degli Stati Uniti d'America, Svezia, Hong Kong e Macao.
Il volo Xiamen Airlines 8301 fu quello con il maggior numero di vittime: 75 passeggeri, incluso il dirottatore, e 7 membri dell'equipaggio. Tra questi, 79 morirono sul posto e 3 dopo il ricovero in ospedale. Altri 18 rimasero feriti. A bordo si trovava un gruppo di 20 turisti taiwanesi: solo la guida sopravvisse. Tra di loro c'erano l'imprenditore taiwanese Chen Shuhuo e sua moglie; in seguito, i loro figli terminarono la costruzione del Suho Memorial Paper Museum, un museo di opere realizzate con la carta.
Un totale di 46 persone morirono sul Boeing 757 di China Southern Airlines, l'ultimo ad essere colpito. La maggior parte rimase uccisa nello scontro e solo 5 dopo il ricovero in ospedale. A bordo c'era anche un gruppo di 10 turisti di Taiwan: nessuno di loro sopravvisse. Prima dell'incidente, tutti i 12 membri dell'equipaggio si trovavano nella cabina di pilotaggio per seguire le comunicazioni radio riguardanti il dirottamento: nessuno di loro perse la vita, solo uno rimase lievemente ferito.
Sul Boeing 707 di China Southwest Airlines si trovava solo il comandante del volo precedente che stava terminando gli ultimi controlli prima di lasciare l'aeromobile. Riportò solo qualche lieve contusione.

## Il dirottamento del volo 8301
Il volo Xiamen Airlines 8301, un Boeing 737-200, venne dirottato martedì 2 ottobre 1990 da Jiang Xiaofeng (cinese semplificato: 蒋晓峰; cinese tradizionale: 蔣曉峰; pinyin: Jiăng Xiăofēng), nato l'11 agosto 1969 nella contea di Linli, provincia di Hunan. Jiang, un agente di acquisto di 21 anni di Hunan, stava cercando asilo politico a Taiwan.
Prima del dirottamento e poco dopo il decollo dell'aereo da Xiamen, Jiang si avvicinò alla cabina di pilotaggio con in mano dei fiori. Le guardie di sicurezza lo fecero entrare; un articolo del Time affermò che le guardie probabilmente lo lasciarono passare perché credettero che stesse offrendo fiori ai piloti come regalo per il Moon Festival. L'articolo affermò che, secondo quanto riferito, una volta nella cabina di pilotaggio, l'uomo aprì la giacca per rivelare quelli che sembravano essere esplosivi legati al petto. Jiang ordinò a tutti i membri dell'equipaggio di uscire dalla cabina, ad eccezione del pilota Cen Longyu, a cui disse di virare verso Taipei, Taiwan. Il pilota non fece quanto richiesto, continuando invece verso la destinazione originale di Canton. I rapporti dell'agenzia di stampa ufficiale Nuova Cina non spiegarono perché il pilota non accolse la richiesta di Jiang.
Le comunicazioni con il volo andarono perse. Vennero poi ristabilite dall'aeroporto di Canton, che autorizzò il pilota ad atterrare in qualsiasi aeroporto disponibile, all'interno o all'esterno della Repubblica popolare Cinese. Il pilota dichiarò che l'unico altro aeroporto che il velivolo avesse ancora carburante sufficiente per raggiungere era quello di Hong Kong Kai Tak. I controllori di volo di Canton consentirono all'aereo di atterrare a Hong Kong, fare rifornimento di carburante e procedere verso Taipei. Jiang si rifiutò di permetterlo e minacciò di far esplodere l'aereo se fosse atterrato a Hong Kong. Il pilota restò in un circuito di attesa sopra Canton, tentando di far ragionare il dirottatore. Alla fine fu costretto a far atterrare il 737 poiché il livello di carburante era pericolosamente basso.

## L'atterraggio e le collisioni
Momenti prima dell'atterraggio, il dirottatore riuscì a prendere il controllo dell'aereo. Il 737 atterrò a una velocità eccessiva e colpì un Boeing 707 di China Southwest Airlines parcheggiato a lato della pista che era appena arrivato da Chengdu, ferendo leggermente il pilota che si trovava nel cockpit. Ancora incapace di fermarsi, il 737 fuori controllo si scontrò con il volo China Southern Airlines 3523, un Boeing 757 in attesa di partire per Shanghai, prima di capovolgersi e terminare la sua corsa.

## Il dirottatore
Jiang venne arrestato per furto nel settembre 1988. Mentre lavorava come agente di acquisto nel 1990, fuggì il 13 luglio con 17 000 RMB (circa 2 000 EUR) che gli furono dati per l'acquisto di beni per la sua azienda. Era ricercato dalla polizia al momento del dirottamento.
Due mesi dopo, il 29 settembre, Jiang fece il check-in in un hotel vicino ai confini di Xiamen. Il giorno successivo, prenotò un posto sul volo che avrebbe poi dirottato. Jiang uscì dall'hotel alle 6 del mattino del 2 ottobre e si diresse all'aeroporto. Venne visto indossare un abito nero e scarpe da sera nere, con una valigia nera e in mano rose di plastica. Jiang fu l'ultimo a salire sull'aereo. Era seduto al posto 16D.

## Le indagini
Il primo ministro Li Peng arrivò a Canton per visitare il luogo dell'incidente e visitare i feriti ricoverati in ospedale. Venne istituita una squadra investigativa per indagare sulla successione di eventi, con Chen Kaizhi a capo del team. I corpi del Capitano Cen Longyu e del dirottatore Jiang Xiaofeng vennero ritrovati nella cabina di pilotaggio del relitto del 737. Il dirottatore disse all'equipaggio di avere degli esplosivi legati al petto, ma l'autopsia non ne trovò traccia.
Il New York Times citò fonti che affermavano che, al momento dell'incidente, le autorità tentarono di far credere che l'aereo stesse atterrando in un aeroporto d'oltremare per far sì il capitano atterrasse all'aeroporto di Baiyun invece di andare a Taiwan, come richiesto dai dirottatori. Il team di investigatori annunciò i risultati dell'indagine il 10 ottobre. Ammisero che ci furono problemi nella gestione del dirottamento e dissero che parte del personale dell'aeroporto e della compagnia aerea coinvolta sarebbe stato licenziato. Tuttavia, il rapporto non menzionò il motivo per cui il capitano non diresse il 737 verso Taiwan come richiesto dal dirottatore, ma continuò a volare verso Canton seguendo il piano di volo originale. Non spiegò inoltre il motivo per il quale i passeggeri degli aerei posizionati in parte alla pista non fossero stati evacuati prima dell'atterraggio dell'aereo dirottato.

## Conseguenze
Poiché l'incidente avvenne durante i Giochi asiatici di Pechino, le autorità temevano che altre esplosioni o dirottamenti avrebbero danneggiato le manifestazioni; di conseguenza, la sicurezza negli aeroporti di tutto il paese venne rafforzata per evitare che incidenti simili si ripetessero.
Questo incidente permise alle autorità di modificare i principi stabiliti in precedenza per la gestione dei dirottamenti: da allora, gli equipaggi non sono più incoraggiati a confrontarsi frontalmente con i dirottatori, e la protezione dei passeggeri e dei velivoli è la prima priorità.
Tutti e tre gli aerei coinvolti vennero demoliti a causa dei gravi danni subiti. China Southern Airlines venne risarcita per 55,6 milioni di USD dalla Guangzhou Insurance Company per i danni al Boeing 757. Gli unici detriti riconoscibili dopo l'incidente erano un motore, uno pneumatico e il carrello di atterraggio sinistro, che attualmente sono conservati in un museo a est dell'aeroporto di Canton- Baiyun.